# Amietophrynus rangeri
Amietophrynus rangeri là một loài cóc thuộc họ Bufonidae.
Loài này có ở Lesotho, Nam Phi, Swaziland, có thể cả Botswana, có thể cả Mozambique, có thể cả Namibia, và có thể cả Zimbabwe.
Môi trường sống tự nhiên của chúng là rừng khô nhiệt đới hoặc cận nhiệt đới, xavan khô, xavan ẩm, vùng cây bụi khô khu vực nhiệt đới hoặc cận nhiệt đới, đồng cỏ khô nhiệt đới hoặc cận nhiệt đới vùng đất thấp, đồng cỏ nhiệt đới hoặc cận nhiệt đới vùng đất cao, hồ nước ngọt, đầm nước ngọt, đất canh tác, các đồn điền, khu vực trữ nước, và ao.

## Hình ảnh

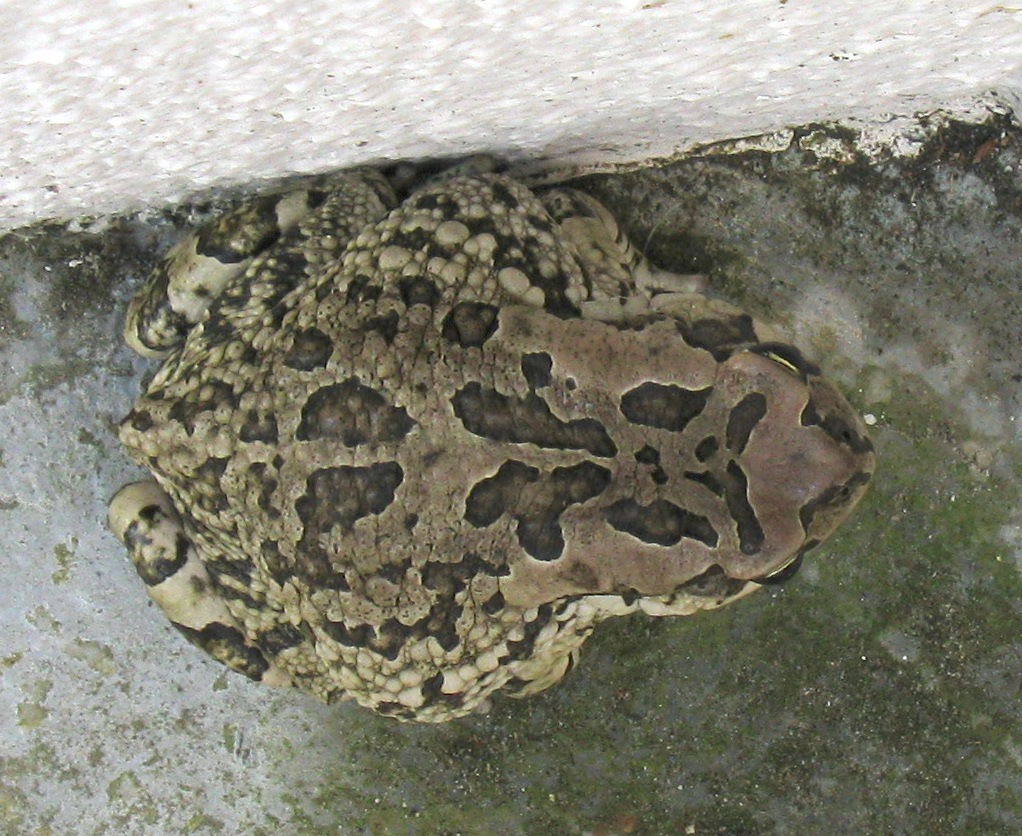
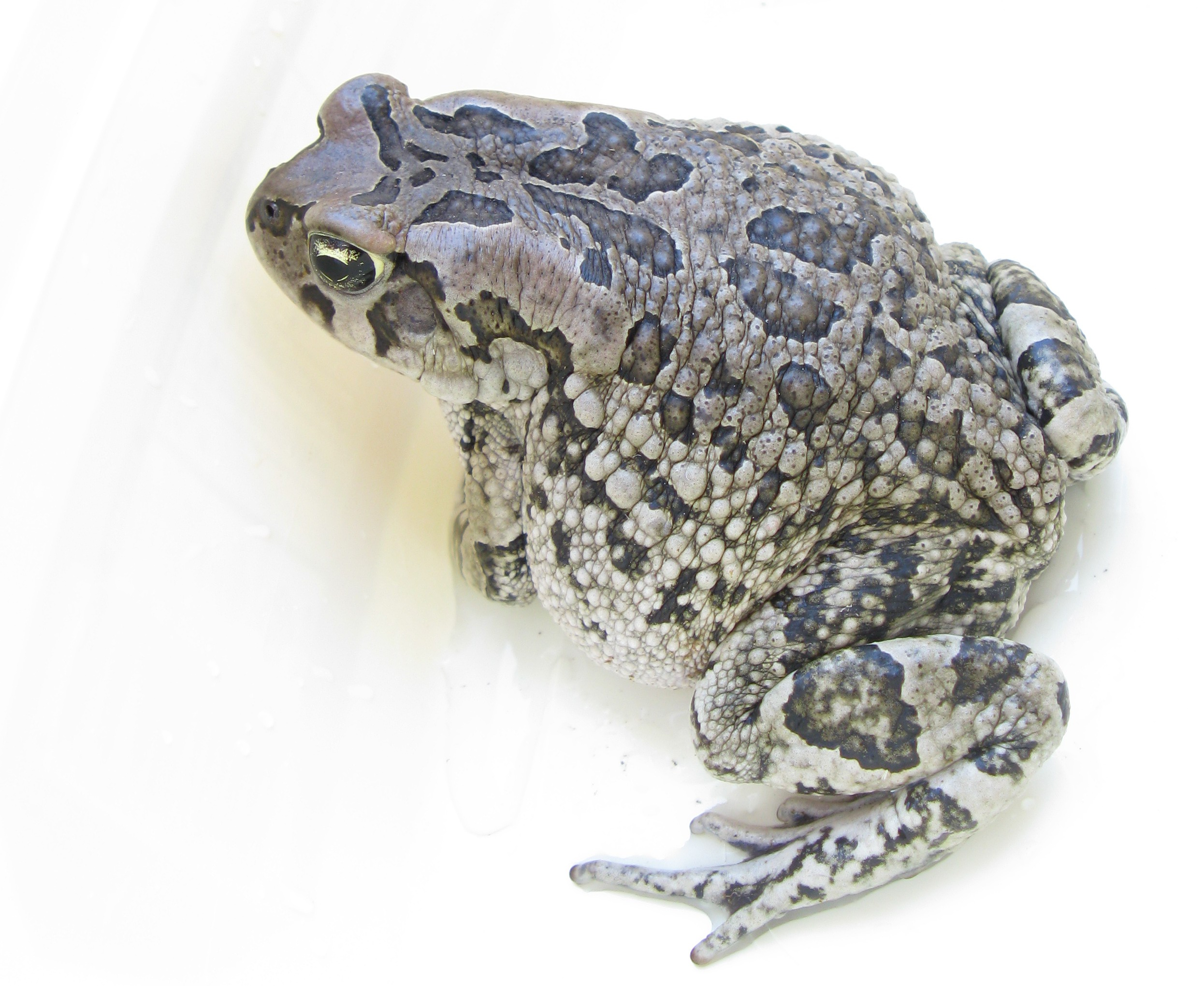
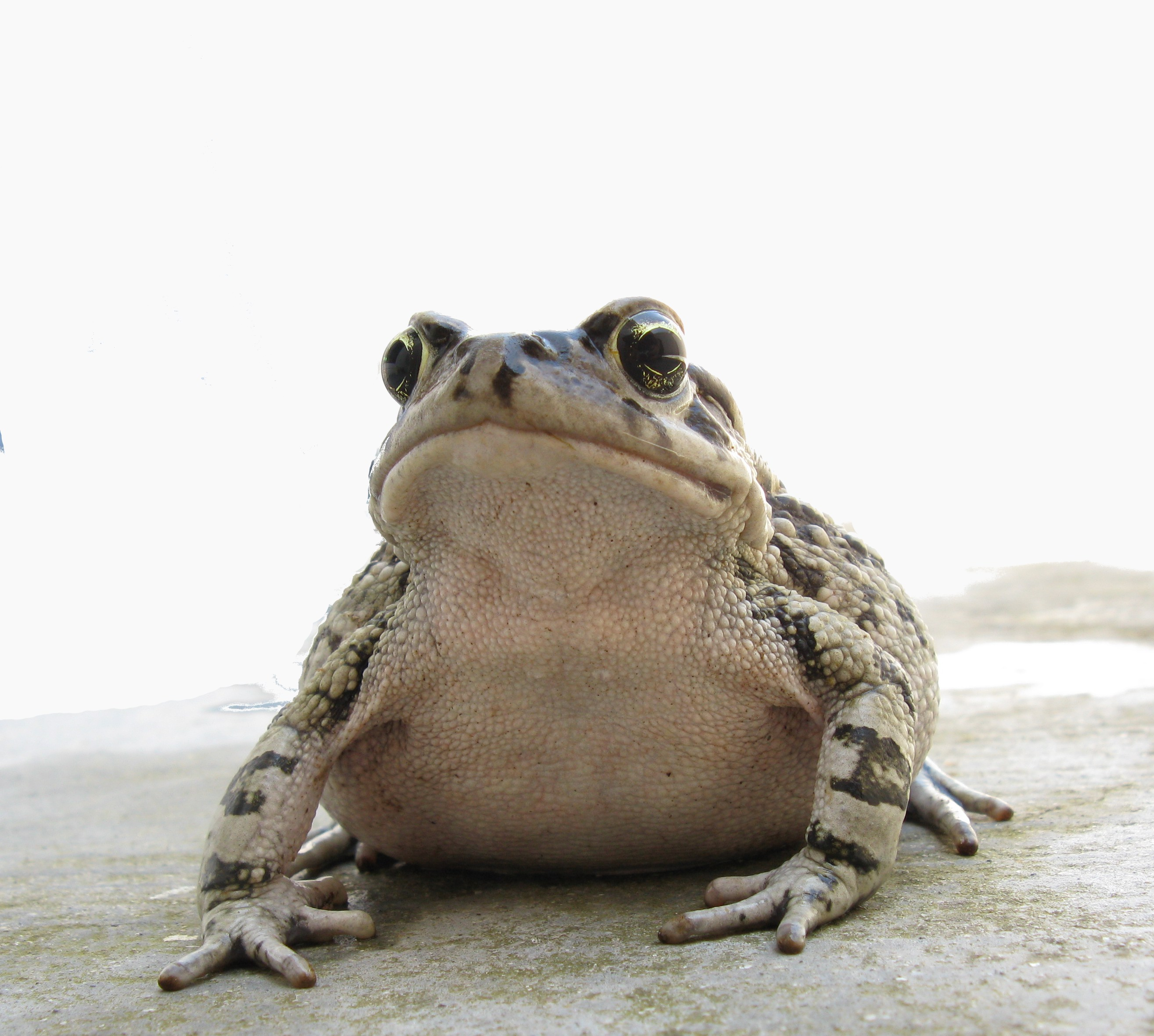